# Giuliano Bonfante

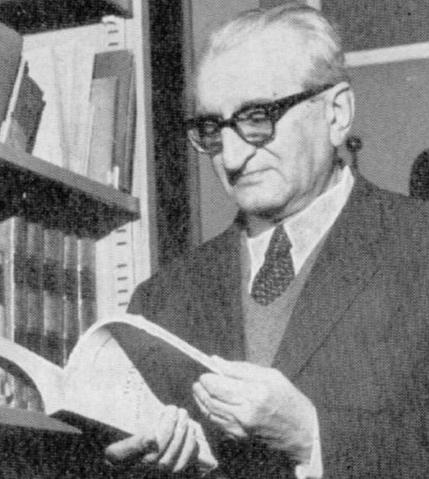
Giuliano Bonfante

Giuliano Bonfante & Larissa Bonfante: The Etruscan Language. (2002)

Giuliano Bonfante (* 6. August 1904 in Mailand; † 7. September 2005 in Rom) war ein italienischer Sprachwissenschaftler, Spezialist für indogermanische Sprachen und herausragender Vertreter der Neolinguistik.

## Leben
Giuliano Bonfante war Sohn des italienischen Rechtshistorikers Pietro Bonfante. 1939 sah er sich als Antifaschist genötigt, in die USA auszuwandern. In den 1940er- und 1950er-Jahren unterrichtete er Linguistik an der Princeton University und war Mitbegründer der aus dem Linguistic Circle of New York hervorgegangenen International Linguistic Association. Am Ende der 1950er Jahre unterrichtete er an der Universität Genua und im Jahr 1960 wurde er zum Professor für Historische Linguistik an der Universität Turin ernannt. 1969 wurde er Mitglied der Accademia Nazionale dei Lincei. Er war auswärtiges Mitglied der Polnischen Akademie der Wissenschaften.
Seine Tochter Larissa Bonfante (1931–2019) war ebenfalls Etruskologin. Sie arbeitete mit ihrem Vater zusammen.

## Veröffentlichungen (Auswahl)
- Della intonazione sillabica indoeuropea (Rom 1930)
- I dialetti indoeuropei (Neapel 1931)
- Latini e Germani in Italia (Brescia 1965)
- La dottrina neolinguistica (Turin 1970)
- Studi romeni (Rom 1973)
- mit Larissa Bonfante: The Etruscan language. An introduction (New York 1983, 22002)
- La protopatria degli Slavi (Wrocław 1984)
- Grammatica latina: per le Scuole Medie Superiori (Mailand 1987)
- The origin of the Romance languages. Stages in the development of Latin, hrsg. von Larissa Bonfante. Winter, Heidelberg 1999, ISBN 3-8253-0583-X.